# Eleições estaduais de Berlim Ocidental em 1963

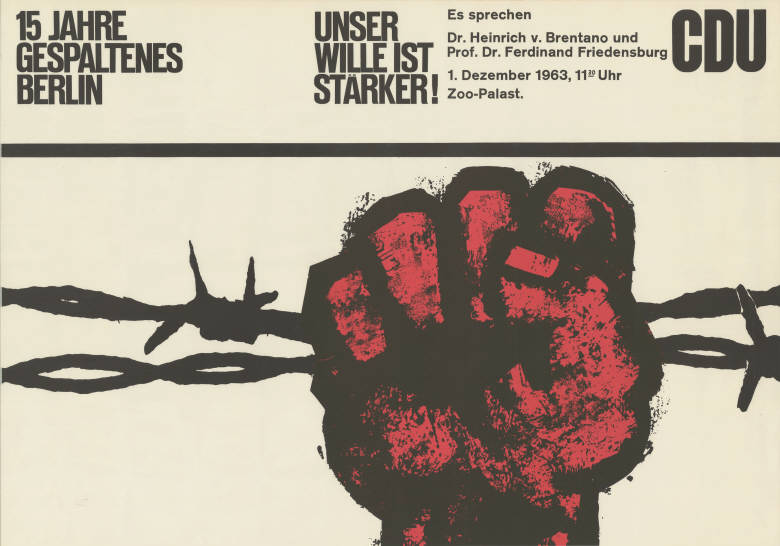
Pôster eleitoral do União Democrata-Cristã, para as eleições estaduais de 1963 na então Berlim Ocidental.

As eleições estaduais de Berlim Ocidental em 1963 foram realizadas a 17 de Fevereiro e, serviram para eleger os 140 deputados para o parlamento estadual.
O Partido Social-Democrata da Alemanha obteve uma enorme vitória, passando a barreira dos 60% dos votos, conquistando 61,9% dos votos e 89 deputados, reforçando a maioria parlamentar já detida. Este enorme resultado do SPD confirmou a enorme popularidade do presidente da cidade, Willy Brandt e, lançou-o, de vez, para o panorama nacional.
A União Democrata-Cristã foi a grande derrotada, sendo prejudicada pelo crescimento do SPD, baixando 8,9% em relação a 1958, passando para os 28,8% dos votos.
O Partido Democrático Liberal voltou ao parlamento, conquistando 7,9% dos votos e 10 deputados.
Por fim, os social-democratas voltaram a formar um governo de coligação, mas, desta vez, com os liberais e, com Willy Brandt a continuar como líder do governo.

## Resultados Oficiais
| Partido                 | Partido                      | Votos     | %     | +/-   | Deputados | +/-     |
| ----------------------- | ---------------------------- | --------- | ----- | ----- | --------- | ------- |
|                         | Partido Social-Democrata     | 962 197   | 61,88 | 9,29  | 89 / 140  | 11      |
|                         | União Democrata-Cristã       | 448 459   | 28,84 | 8,84  | 41 / 140  | 14      |
|                         | Partido Democrático Liberal  | 123 382   | 7,93  | 4,15  | 10 / 140  | 10      |
|                         | Partido Socialista Unificado | 20 929    | 1,35  | 0,60  | 0 / 140   | Estável |
| Votos Inválidos         | Votos Inválidos              | 17 060    |       |       |           |         |
| Total                   | Total                        | 1 572 027 | 100   |       | 140 / 140 | 7       |
| Eleitorado/Participação | Eleitorado/Participação      | 1 748 588 | 89,90 | 2,97  |           |         |
| Fonte                   | Fonte                        | [ 3 ]     | [ 3 ] | [ 3 ] | [ 3 ]     | [ 3 ]   |